# روسلان پرخدا
روسلان پرخدا (انگلیسی: Ruslan Perekhoda؛ زادهٔ ۱۸ ژوئیهٔ ۱۹۸۷) ورزشکار، و اسکی‌باز صحرانوردی اهل اوکراین است. وی همچنین از اسکی‌بازان اسکی صحرانوردی در بازی‌های المپیک زمستانی ۲۰۱۴ بوده است. 